# Varaize
Varaize é uma comuna francesa na região administrativa da Nova Aquitânia, no departamento de Charente-Maritime. Estende-se por uma área de 20,48 km². Em 2010 a comuna tinha 570 habitantes (densidade: 27,8 hab./km²).